# Кашинаса (Торино)
Кашинаса је насеље у Италији у округу Торино, региону Пијемонт.
Према процени из 2011. године у насељу је живело 40 становника. Насеље се налази на надморској висини од 461 m.